# ディーター・ボルスト
ディーター・ボルスト（Dieter Borst, 1950年5月12日 - ) は、ドイツの画家。

## 来歴
- 1969年、ミュンヘンのアメリカ美術学校にて学ぶ。
- 1972 年、西アフリカに滞在し、半年間、絵画の研鑽に励む。
- 1973年よりグラフィック作品に取り組む。
- 1997年、グランカナリア島に移住する。
- 2007年、グランカナリア島大火災によって、彼の仕事の大半が破壊された。

ニューヨーク、フォートローダーデール/マイアミ、ケルン、グランカナリア島にて個展。
彼の芸術は常に一風変わった、説明を必要とする非公式の絵画の世界である。特にエスリンゲン時代に、彼のスタイルが決定的に特徴付けられた。彼の目的は古典的な型への抵抗。それは、彼にとっては形成過程で意識的に起こるものである。彼の好むモチーフは風景、そしてその引用。線と平面を重点とするために可能な限り削減します。これまで常識とされていた芸術との戦いである。しかしこうする事によって、彼は限界に挑戦し、常に新しい斬新な線を前面に出す事ができる。しかしこれは議論を呼ぶ事になった。芸術愛好家が賞賛する物に他の人は無理解である。ニューヨーク芸術誌は、国際舞台で、アートディレクションの代理として彼の作品を選んだ。彼の画集を見れば、彼の画家としての技術を証拠付け、また彼の作品の本質を理解する事が出来る。彼の芸術家としてのエネルギーは、彼の大絵画のための研究である彫刻作品にも見ることが出来る。従って、彼は商業主義から離れ、彼が望む環境の中で、彼本来の目的を達成した。2007年のグランカナリア島大火災で、彼は全てを失った。しかしこれは、彼の作品製作にさらに深さを加え、新たなインスピレーションを与えてきた。

## ギャラリー
- Broadway Gallery, ニューヨーク
- Gallery Colonial House Inn, ニューヨーク
- The Grand, Fort Lauderdale, フロリダ
- Galerie Tempestas, ケルン
- Galeria de Arte, スペイン/グランカナリア
- Skulpturenpark Montecristoスペイン/グランカナリア

## 参照
- New York Arts Magazine, Dieter Borst http://www.nyartsmagazine.com/?p=8002
- Lexikonia - Enzyklopädie, Dieter Borst http://www.lexikonia.de/225879_dieter_borst.htm#%5B%5D
- Artfairsinternational NY USA, Dieter Borst http://www.artfairsinternational.com/?attachment_id=2395
- Broadway Gallery, NY USA, Dieter Borst https://web.archive.org/web/20131221002947/http://www.broadwaygallerynyc.com/2012/11/december-global-projects-2012/impression_of_landscape_2_dieter_borst/
- Deutsche Nationalbibliothek, Dieter Borst https://portal.dnb.de/opac.htm?query=dieter+borst&method=simpleSearch
- Artnews, Dieter Borst https://web.archive.org/web/20140218212225/http://artnews.org/artist.php?i=5501
- Artslant - Worldwide, Borst http://www.artslant.com/global/artists/show/337175-dieter-borst
- NP-Neue Presse , Borst http://kuenstler.neuepresse.de/kuenstler/dieter-borst.html
- Newyorkartssupporters-wordpress, http://newyorkartssupporters.wordpress.com
- Haz-Hannoversche Allgemeine, Borst http://kuenstler.haz.de/kuenstler/dieter-borst.html
- Orfeudesantateresa wordpress, https://orfeudesantateresa.wordpress.com/2010/08/11/kennen-sie-schon-dieter-borst/

## 文学
- Autor: Emanuel Schmitz: Dieter Borst Art Informel 2010 - 2011, ISBN 978-3-8442-9261-9
- Autor: Diana Neubauer: Dieter Borst - Art Informel 2013, ISBN 978-3-7322-5015-8
- Autor: Dieter Borst: Dieter Borst - Artinformel, ISBN 978-3-660-58444-8
- Autor: Dieter Borst: Dieter Borst 20 Jahre Rückblick ,
- Autor: Dieter Borst: Tachisme - Dieter Borst, ISBN 978-1-325-00589-5
- Autor: Dieter Borst: Tachisme - Dieter Borst, ISBN 978-1-325-00590-1
- Autor: Dieter Borst: Informalism - Dieter Borst, ISBN 978-1-325-00786-8
- Autor: Dieter Borst: Informalism - Dieter Borst, ISBN 978-1-325-00785-1

## 作品

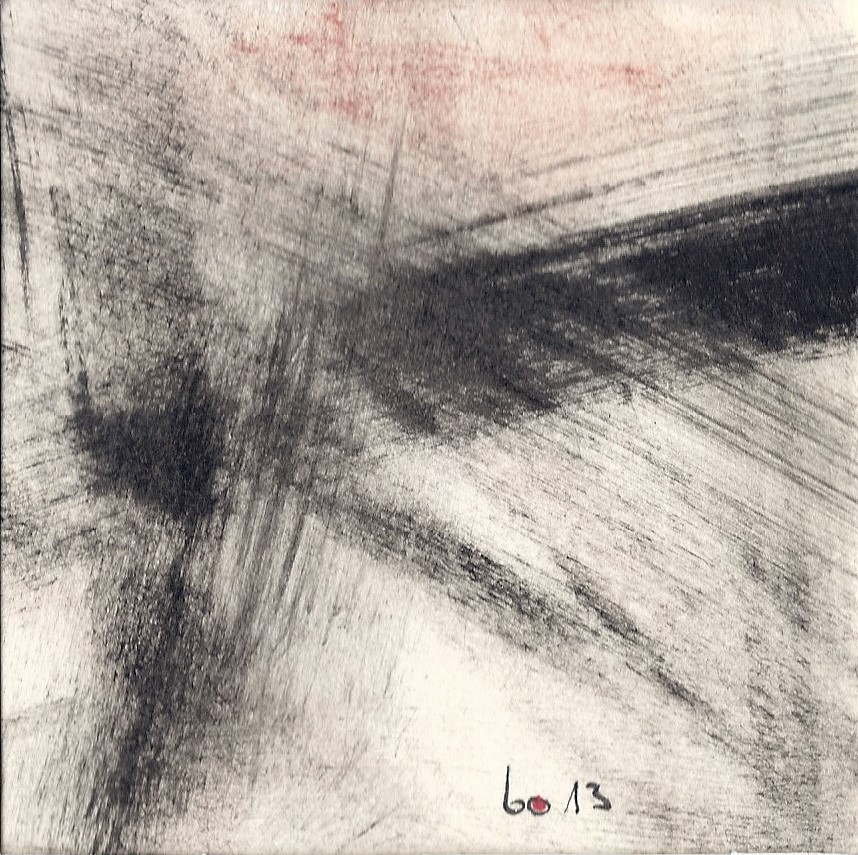
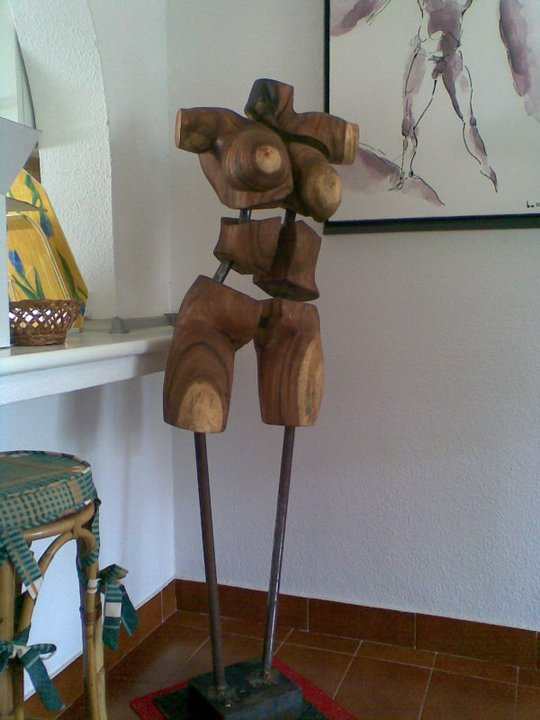
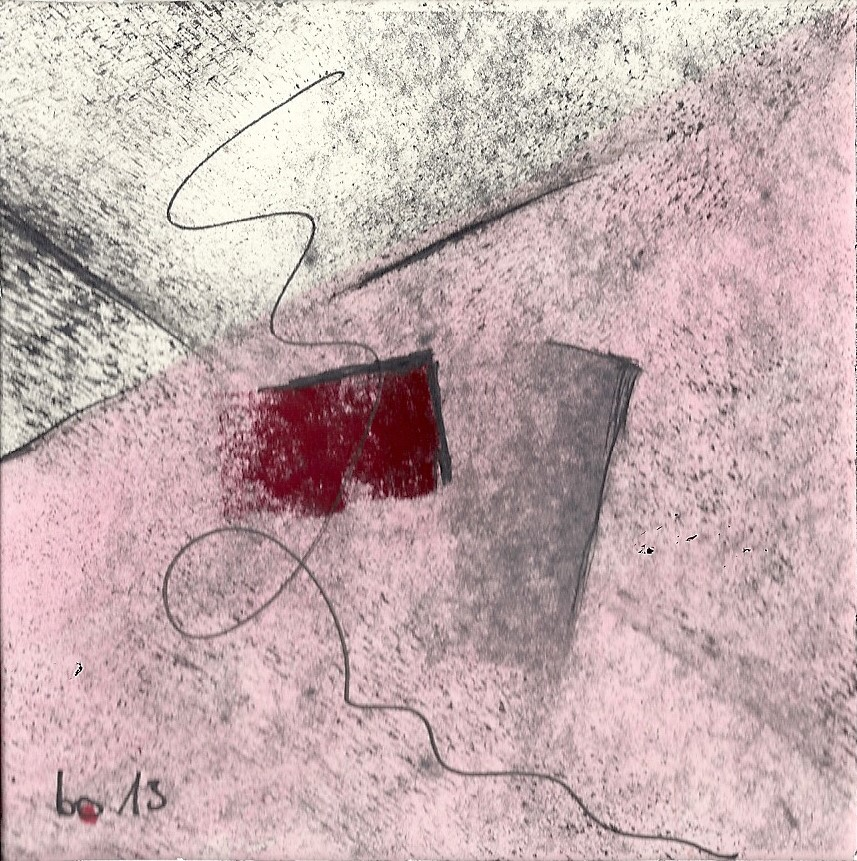
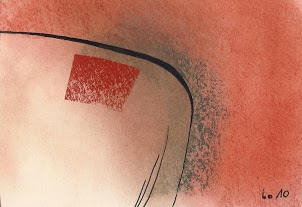
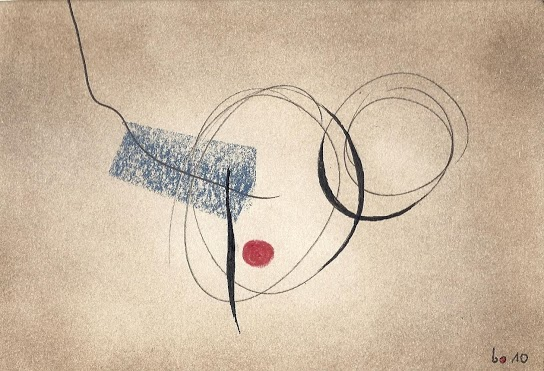
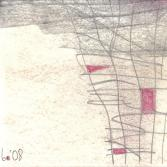
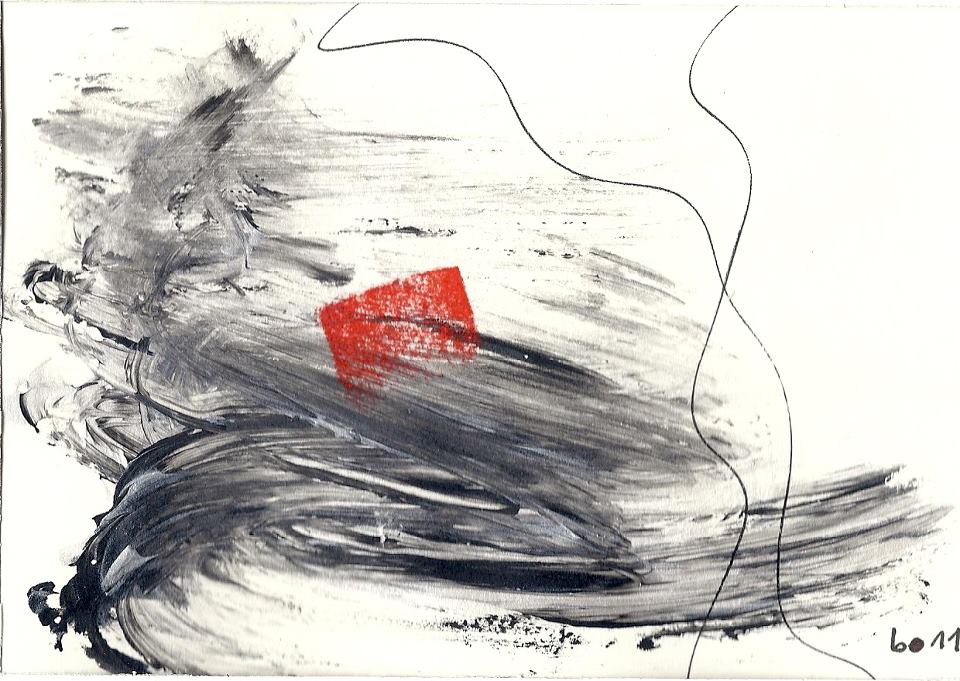
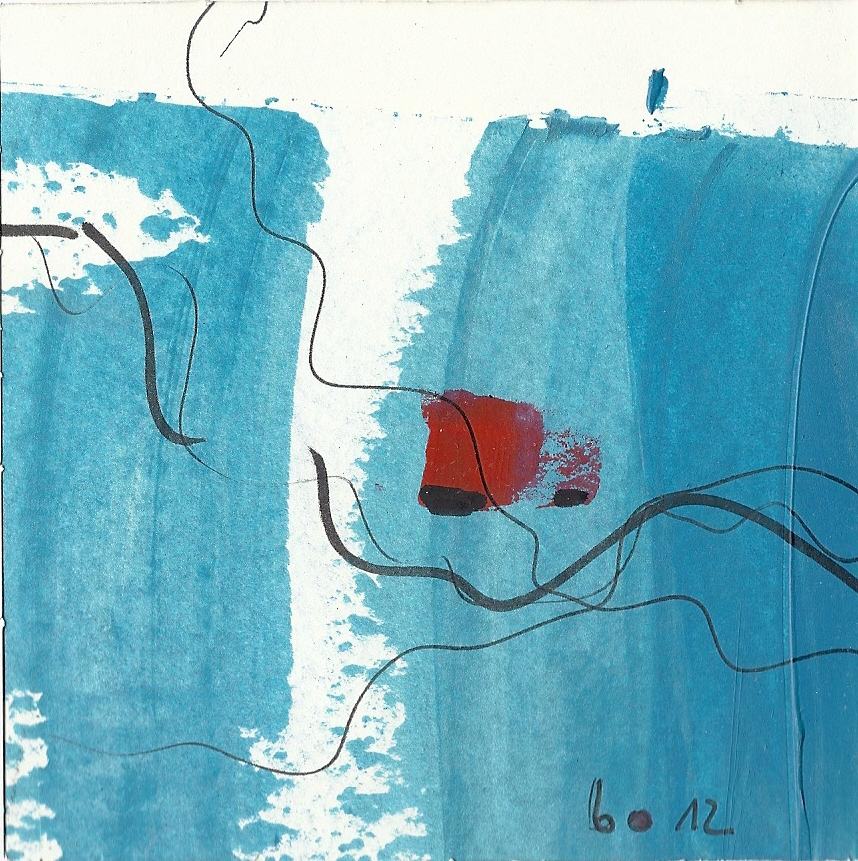
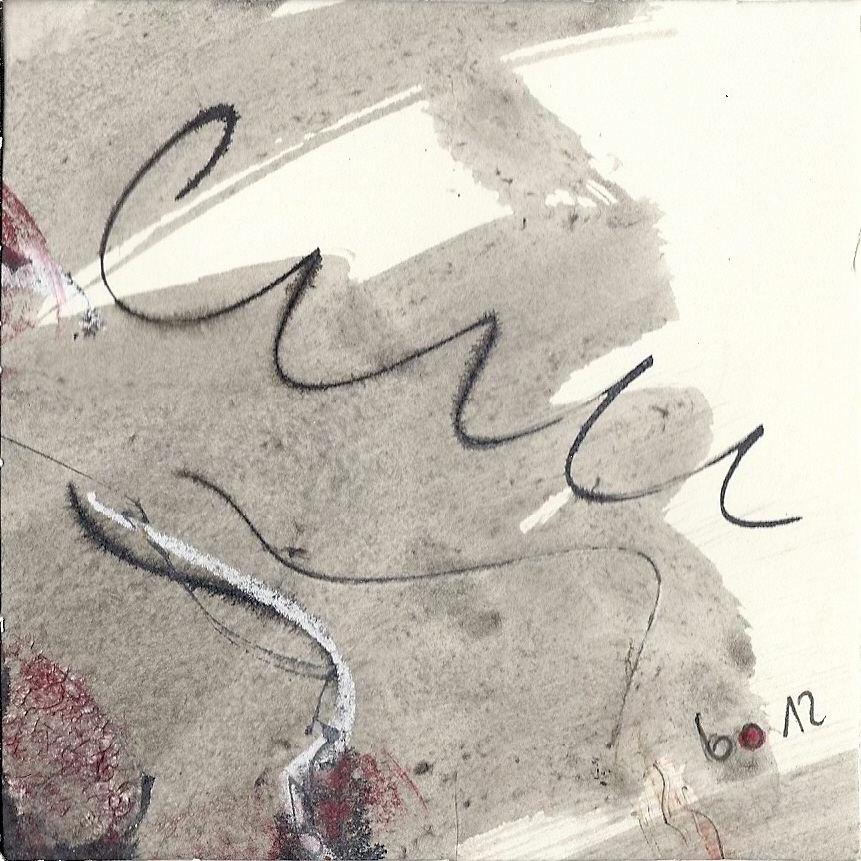
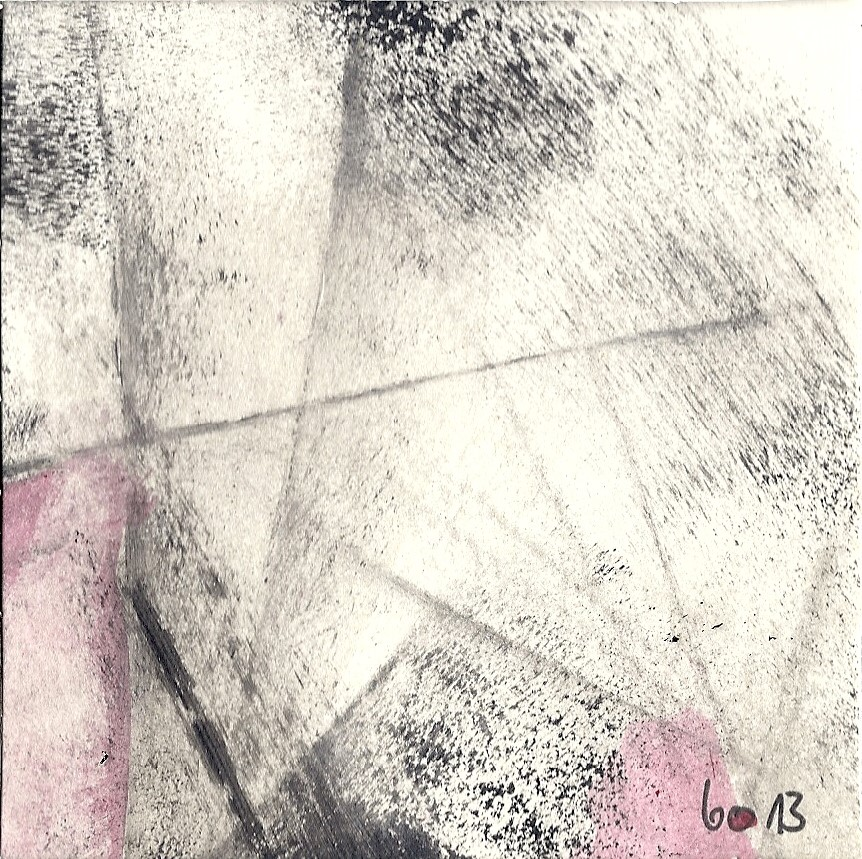
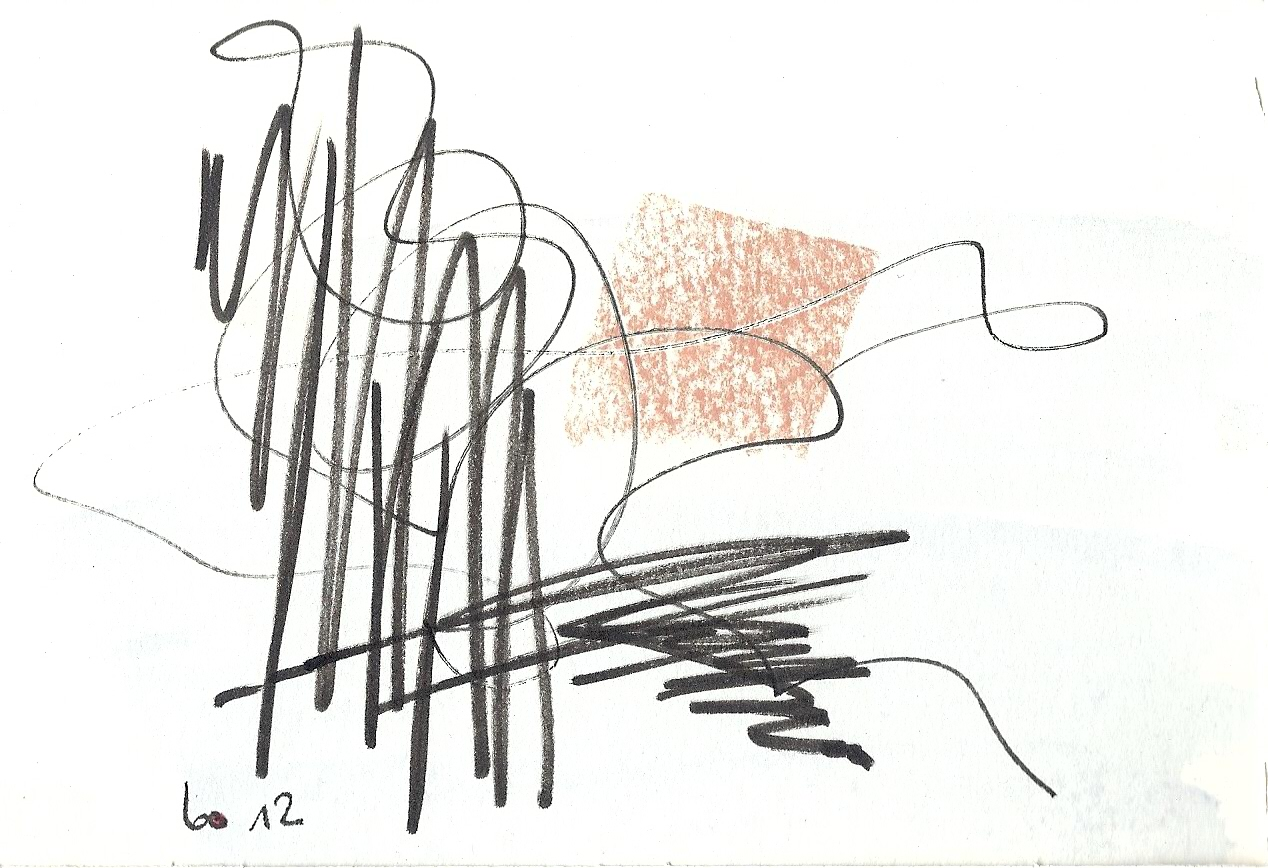
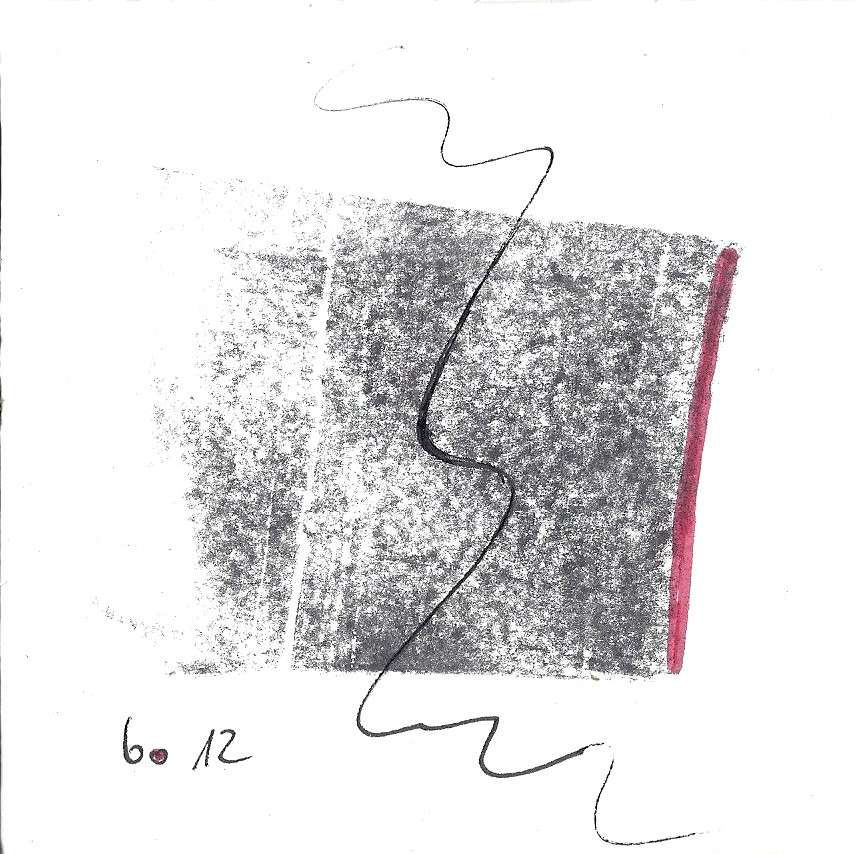
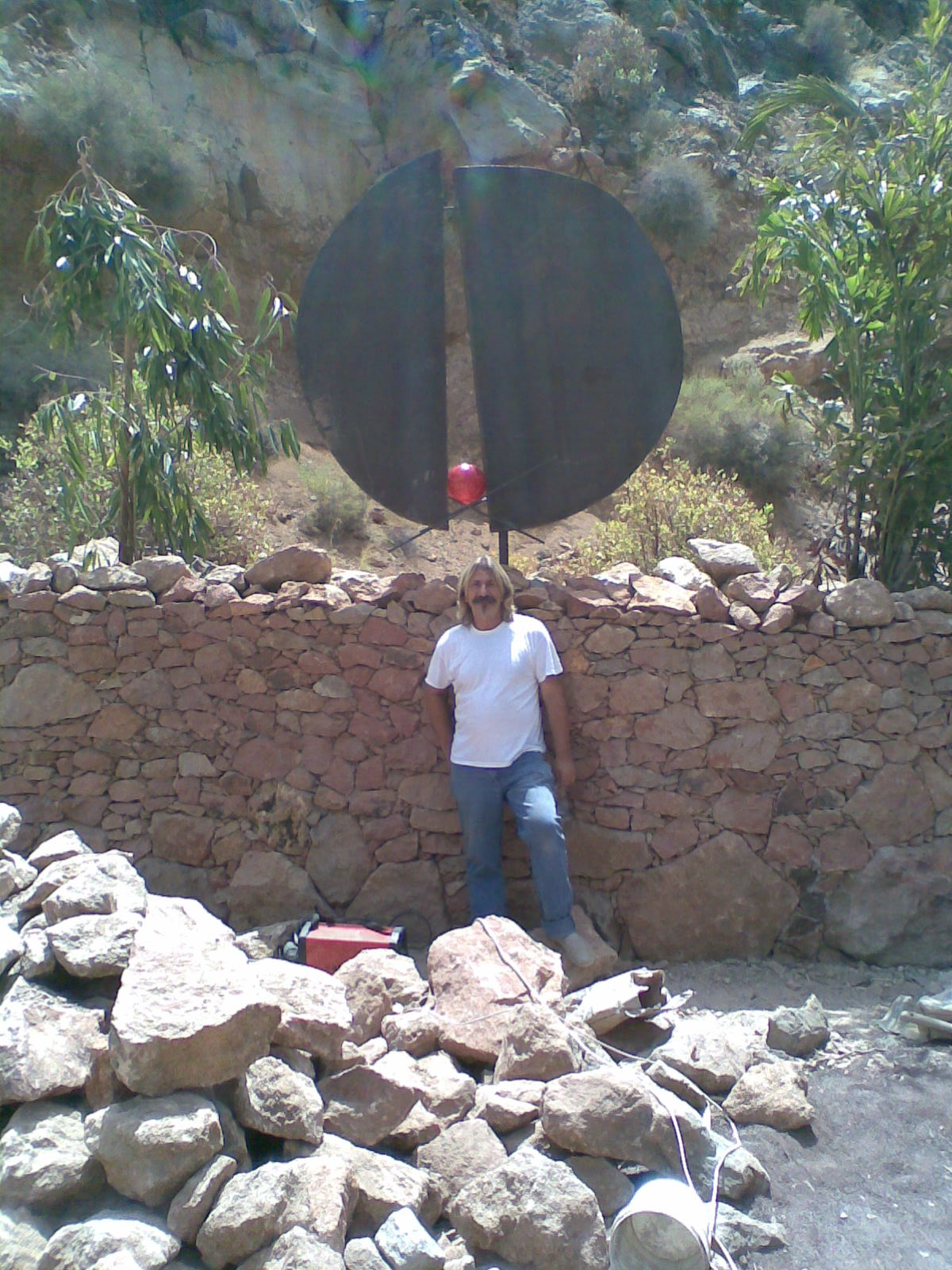
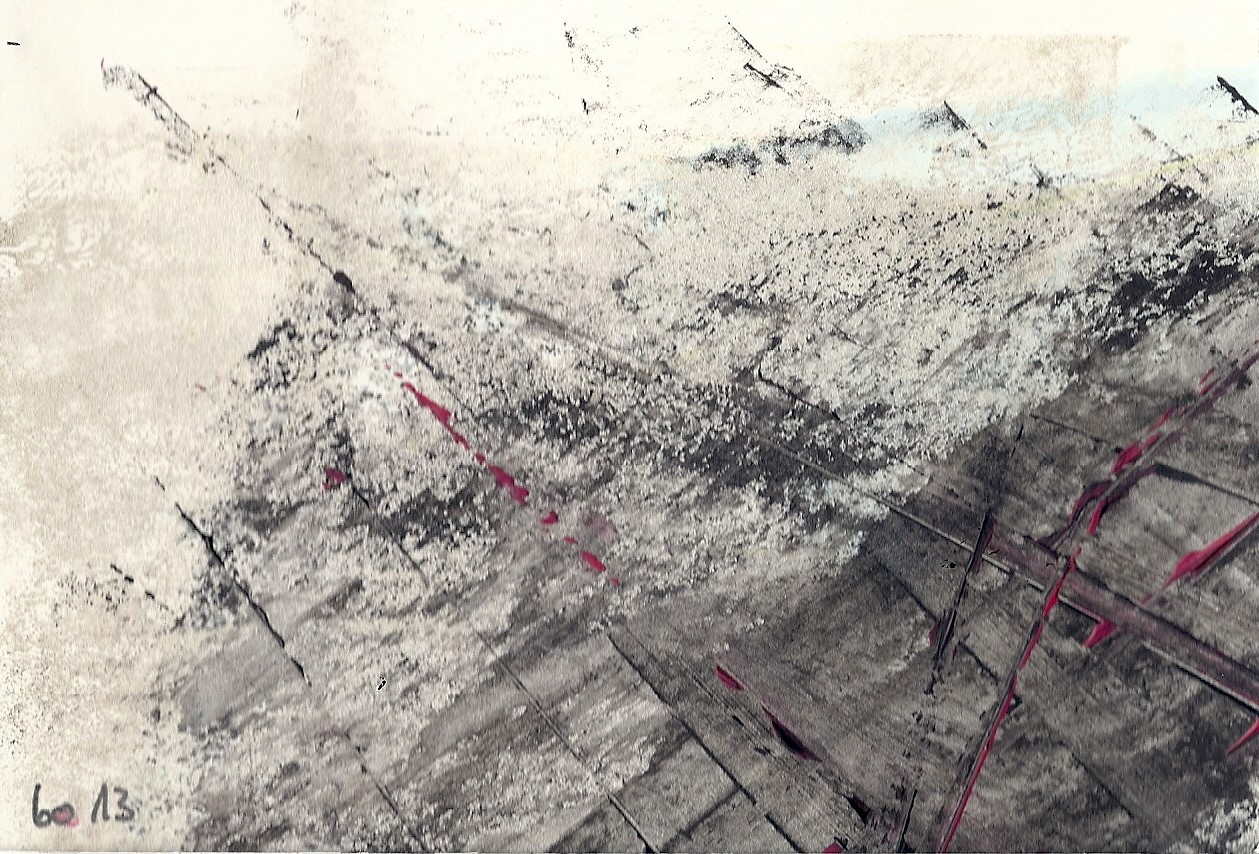
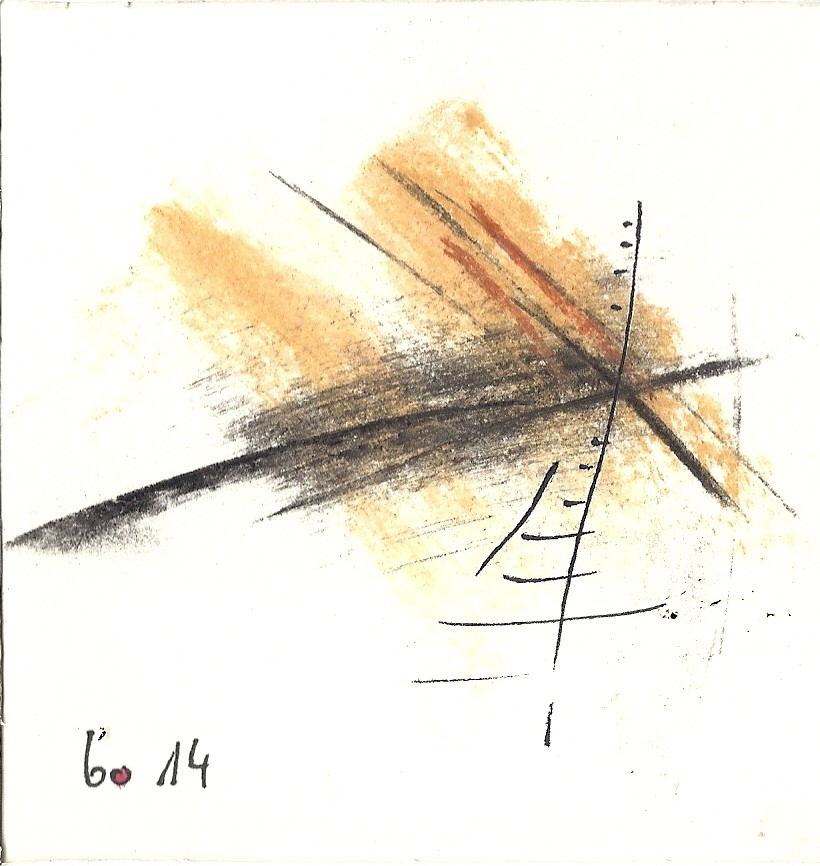
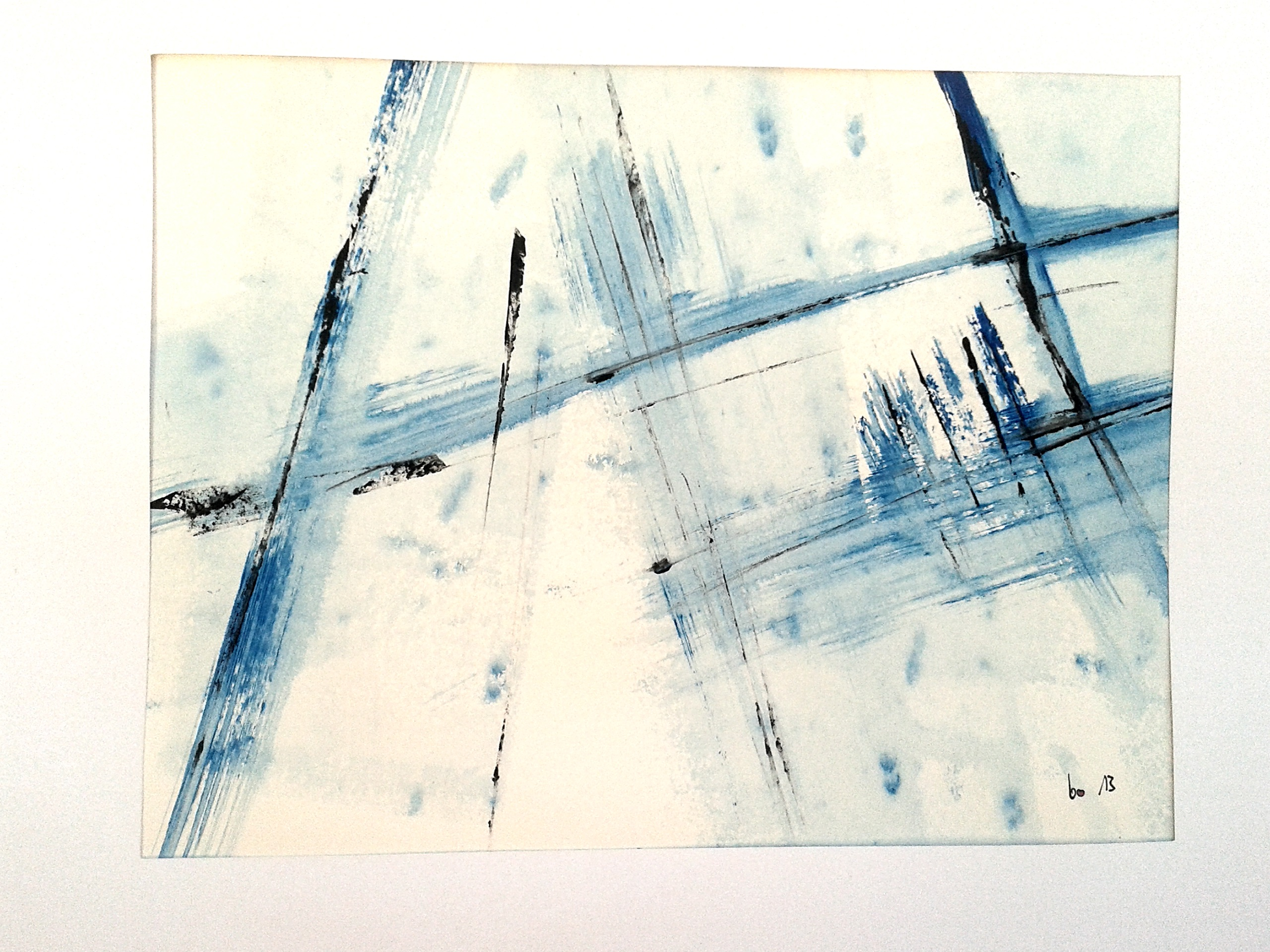